# Кивино (полуостров)
Полуо́стров Кивино (англ. Keweenaw Peninsula) является самой северной частью Верхнего полуострова Мичигана. Он омывается озером Верхним и был местом первого медного бума в США, за что его часто называют «Медной страной». По данным переписи 2000 года, его население составляло примерно 43 200 человек. Его основными отраслями промышленности в настоящее время являются лесозаготовки и туризм, а также рабочие места, связанные с Мичиганским технологическим университетом и Университетом Финлэндии.

## История
Около семи тысяч лет назад коренные американцы начали добывать медь на южном берегу озера Верхнее. Такое развитие событий стало возможным во многом потому, что в этом регионе крупные залежи меди были легко доступны в поверхностных породах и при неглубоких раскопках. Самородную медь можно было найти в виде крупных самородков и жилистых масс. Медь как ресурс для изготовления функциональных инструментов приобрела популярность примерно в 3000 году до н. э., на стадии средней архаики. Фокус обработки меди постепенно сместился с функциональных инструментов на декоративные предметы к стадии поздней архаики, примерно в 1200 году до н. э. Коренные американцы разводили костёр, чтобы вокруг медной массы и поверх неё нагреть камень, а после нагревания поливали холодной водой, чтобы расколоть камень. Затем медь выколачивалась с помощью каменных молотков и зубил по камню.
Богатые залежи меди (и некоторого количества серебра) в Кивино были добыты в промышленных масштабах примерно с середины XIX века. Отрасль росла на протяжении второй половины века, и в ней работали тысячи людей вплоть до XX века. Добыча твердых пород в регионе прекратилась в 1967 году, хотя месторождения сульфида меди в Онтонагоне продолжались ещё некоторое время и после этого. Эта энергичная отрасль создала потребность в образованных специалистах по горному делу и непосредственно привела в 1885 году к созданию Мичиганской горной школы (ныне Мичиганский технологический университет) в Хоутоне. Хотя Мичиганский технологический университет и прекратил свою программу бакалавриата по горному делу в 2006 году, он продолжает присуждать инженерные степени по целому ряду других дисциплин. В 2012 году горное дело было возобновлено на вновь образованном факультете геологической и горной инженерии и естественных наук.
Одновременно с бумом добычи полезных ископаемых в Кивино начался бум производства пиломатериалов из белой сосны. Деревья рубили на бревна для шахтных стволов, чтобы обогревать общины вокруг крупных медных рудников и помогать строить растущую нацию. Большая часть лесозаготовок в то время производилась зимой из-за простоты работы со снегом. Из-за практики лесозаготовок лес Кивино сегодня выглядит совсем не так, как 100 лет назад.
Трасса US 41, известная также как Купер Кантри Трейл, заканчивается в северной части Кивино, у предместий исторического парка «Форт-Уилкинс». US 41 — это так называемая «Военная тропа», которая начиналась в Чикаго в 1900-х годах и заканчивалась в дикой местности Кивино. В отреставрированном форте выставлено множество экспонатов.
С 1964 по 1971 год Мичиганский университет и Мичиганский технологический университет сотрудничали с НАСА и Военно-морским флотом США в управлении ракетным полигоном Кивино.

## Геология
Полуостров имеет около 150 миль в длину и около 50 миль в ширину у своего основания.

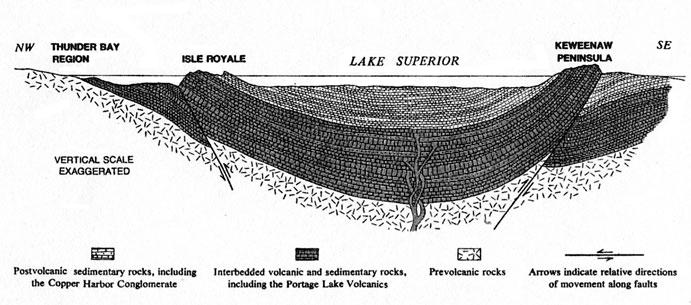
Поперечный разрез бассейна озера Верхнее, показывающий наклонные слои вулканической породы.

Древние лавовые потоки полуострова Кивино образовались в мезопротерозойскую эру как часть Срединноконтинентального разлома между 1,096 и 1,087 миллиардами лет назад. Эта вулканическая активность привела к образованию единственных пластов на Земле, где обнаружены крупные запасы самородной меди 97-процентной чистоты.
Большая часть самородной меди, обнаруженной в Кивино, поступает либо в виде заполнителей полостей на поверхностях лавовых потоков, которые имеют «кружевную» консистенцию, либо в виде «плавающей» меди, которая встречается в виде твёрдой массы. Медная руда может залегать внутри конгломерата или брекчии в виде пустот или межкластовых заполнителей. Слои конгломерата залегают в виде переплетённых блоков внутри вулканического нагромождения.
Полуостров Кивино и остров Ройал, образованные рифтовой системой Среднего континента, являются единственными местами в США, где сохранились свидетельства доисторической добычи меди аборигенами. Артефакты, изготовленные из этой меди этими древними коренными жителями, продавались далеко в южном направлении, достигшем современной Алабамы. Эти районы также являются уникальным местом, где можно найти хлорастролит.
Северную оконечность полуострова иногда называют Медным островом, хотя этот термин становится все менее распространённым. Он отделён от остальной части полуострова водным путём Кивино — естественным водным путём, который был углублён и расширен в 1860-х годах через полуостров между городами Хоутон на южной стороне и Хэнкок — на северной.
Вокруг острова Коппер проложена водная тропа Кивино. Водная тропа тянется примерно на 125 миль (201 км), и ее можно преодолеть на веслах за пять-десять дней, в зависимости от погоды и водных условий.
Разлом Кивино проходит довольно протяженно как через Кивино, так и через соседний округ Хоутон. Этот древний геологический оползень привёл к образованию утесов. Вдоль линии утёса, кроме шоссе 41, проложена также Брокуэй Маунтин Драйв, к северу от Калумета.

## Климат
Озеро Верхнее в значительной степени контролирует климат полуострова Кивино, сохраняя зимы более мягкими, чем в прилегающих районах. Весна прохладная и короткая, переходящая в лето с максимумами около 70 °F (21 °C). Осень начинается в сентябре, а зима — в середине ноября.
На полуостров поступает большое количество озёрного снега с озера Верхнее. Фиксации метеорологических рекордов ведутся недалеко в Хэнкоке у самого основания полуострова, где среднегодовое количество снега составляет около 220 дюймов (560 см). Дальше на север, в общине Делавэр, неофициальный средний показатель составляет около 240 дюймов (610 см). В 1979 году в Делавэре рекордное количество снега за один сезон составило 390 дюймов (990 см). В среднем более 250 дюймов (640 см), безусловно, выпадает на больших высотах ближе к оконечности полуострова.